# Én igen nagy vétkem
Az Én igen nagy vétkem (Sweetheart, I Have to Confess) a Született feleségek (Desperate Housewives) című amerikai filmsorozat ötvenkettedik epizódja. Az Amerikai Egyesült Államokban először az ABC (American Broadcasting Company) adó sugározta 2006. október 29-én.

## Mellékszereplők
- Dougray Scott – Ian Hainsworth
- Kathryn Joosten – Karen McCluskey
- Laurie Metcalf – Carolyn Bigsby
- Kiersten Warren – Nora Huntington
- Ernie Hudson – Ridley nyomozó
- Brian Kerwin – Harvey Bigsby
- Kathleen York – Monique Polier
- Rachel Fox – Kayla Huntington
- Michael Bofshever – Kenny Stevens
- Michael Durrell – Myron Katzburg
- David Fabrizio – Collins nyomozó
- Brenda Julian – Rebecca Groves
- Pat Crawford Brown – Ida Greenberg
- Jill Brennan – Tish Atherton
- Christopher Michael Moore – Cabbie
- Kathy Byron – 2. Ápolónő
- Doug Fisher – Partyvendég
- Felice Heather Monteith – Nurse Marcy

## Mary Alice epizódzáró monológja
- A narrátor, Mary Alice monológja az epizód végén így hangzik (a magyar változat alapján):

"Van egy hely a Szent Timóteus templomban, ahova a bűnösök bűneiket meggyónni járnak. És ha letették terhüket, feloldozást várnak. De az igazság az, hogy nem minden gyónó méltó ilyen irgalomra. A legtöbben, akik felfedik rejtett szándékaikat, rászolgálnak a korholásra, amit kapnak. A legtöbben, akik leleplezik bosszúvágyukat, megérdemlik a rájuk rótt büntetést. Csak a bűneiket szívből megbánóknak van egyáltalán joguk egy második esélyt remélni. Épp ezért jó kétszer is meggondolni, mielőtt gyónni készülünk. Különösen, ha azt sem tudjuk, mi az, amit meggyónni készülünk."

## Epizódcímek szerte a világban
- Angol: Sweetheart, I Have to Confess (Drágám, be kell vallanom valamit)
- Francia: Confessions (Vallomások)
- Német: Die Beichte (A vallomás)
- Olasz: Tesoro, devo confessarti una cosa (Drágám, be kell vallanom valamit)
- Spanyol: Querida, tengo una confesión (Drágám, tartozom egy vallomással)